# Khatai Bahadur
Khatai Bahadur (Khetai Bahadur, Khitai Bahadur, Khatay Bahadur) (+1377) fou un amir mongol al servei de Tamerlà des de abans del 1370, originalment al servei del kan de Mogolistan.
El 1370 fou enviat per Tamerlà contra Zinde Hasham Apardi, juntament amb Arghun Shah (un amir nadiu de Burdalik, vila de Transoxania propera al Jihun a la regió de Karshi) a la zona de Tirmidh. Va participar després (1371) en la repressió de la revolta de Kepek Timur, acompanyant a Bahram Jalayir. Khetai Bahadur, que havia ofès al seu oficial superior per alguna imputació contra el seu coratge, va treure la seva espasa, va esperonar al seu cavall i va creuar el camp en direcció cap a l'estàndard de Kepek Timur, però va ser immediatament envoltat pels soldats del rebel Kepek. Mentre, Shaikh Ali Bahadur, un amir d'origen àrab, amb les seves tropes havien creuat el riu i van enfrontar a l'enemic salvant a Khetai de morir. Va participar seguidament a la campanya de Coràsmia del 1371.
El 1375 en l'expedició de Coràsmia, Tamerlà va enviar un contingent a Mogolistan sota el comandament d'Adil Shah Jalayir, Sar Bugha, Eltxi Bugha i Khetai Bahadur amb ordre de buscar al kan Kamar al-Din; l'exèrcit desplaçat al Mogolistan (ja que Timur va quedar amb la resta de l'exèrcit a Coràsmia), no van trobar cap oposició; Sar Bugha i Adil Shah Jalayir portaven un pla preparat per revoltar-se en el qual participaven d'alguna manera els altres amirs Khetai Bahadur i Eltxi Bugha, tots aliats al governador d'Andijan, Hamdi; reunides les forces dels jalayirs i quiptxaqs i van atacar Samarcanda, que van assetjar, però probablement Khetai Bahadur no va participar en aquests atacs.
En la campanya del Mogolistan del 1376, Khetai Bahadur manava l'avantguarda. El 1377 Tamerlà va enviar un nou exèrcit al Mogolistan sota el comandament del príncep Umar Xaikh, auxiliat pels amirs Khetai Bahadur i Ak Bugha i aniria contra Kummar al-Din. En aquestes operacions Khetai va saquejar el campament de Kamar al-Din el qual havia pogut fugir.
En la guerra contra la Horda Blanca (1377), les forces timúrides es van trobar amb forces de Timur Malik, fill d'Urus Khan, formades per uns 3000 homes, i les van atacar; la lluita es va iniciar a la nit però ja s'acostava l'albada. En la batalla Khetai Bahadur van morir (i també l'amir Yarek Timur).